# Faramea quadricostata
Faramea quadricostata är en måreväxtart som beskrevs av Cornelis Eliza Bertus Bremekamp. Faramea quadricostata ingår i släktet Faramea och familjen måreväxter. Inga underarter finns listade i Catalogue of Life.